# 西藏岩梅
西藏岩梅（学名：Diapensia wardii），为岩梅科岩梅属下的一个植物种。